# Chiesa di San Leonardo (Stanton Fitzwarren)
La chiesa di San Leonardo (in inglese St Leonard's Church) è il luogo di culto anglicano che si trova a Stanton Fitzwarren, Sud Ovest dell'Inghilterra, Regno Unito. La chiesa risale al XII secolo, rientra nella diocesi di Bristol ed è considerata un monumento classificato di prima categoria per il suo particolare interesse storico e architettonico.

## Storia

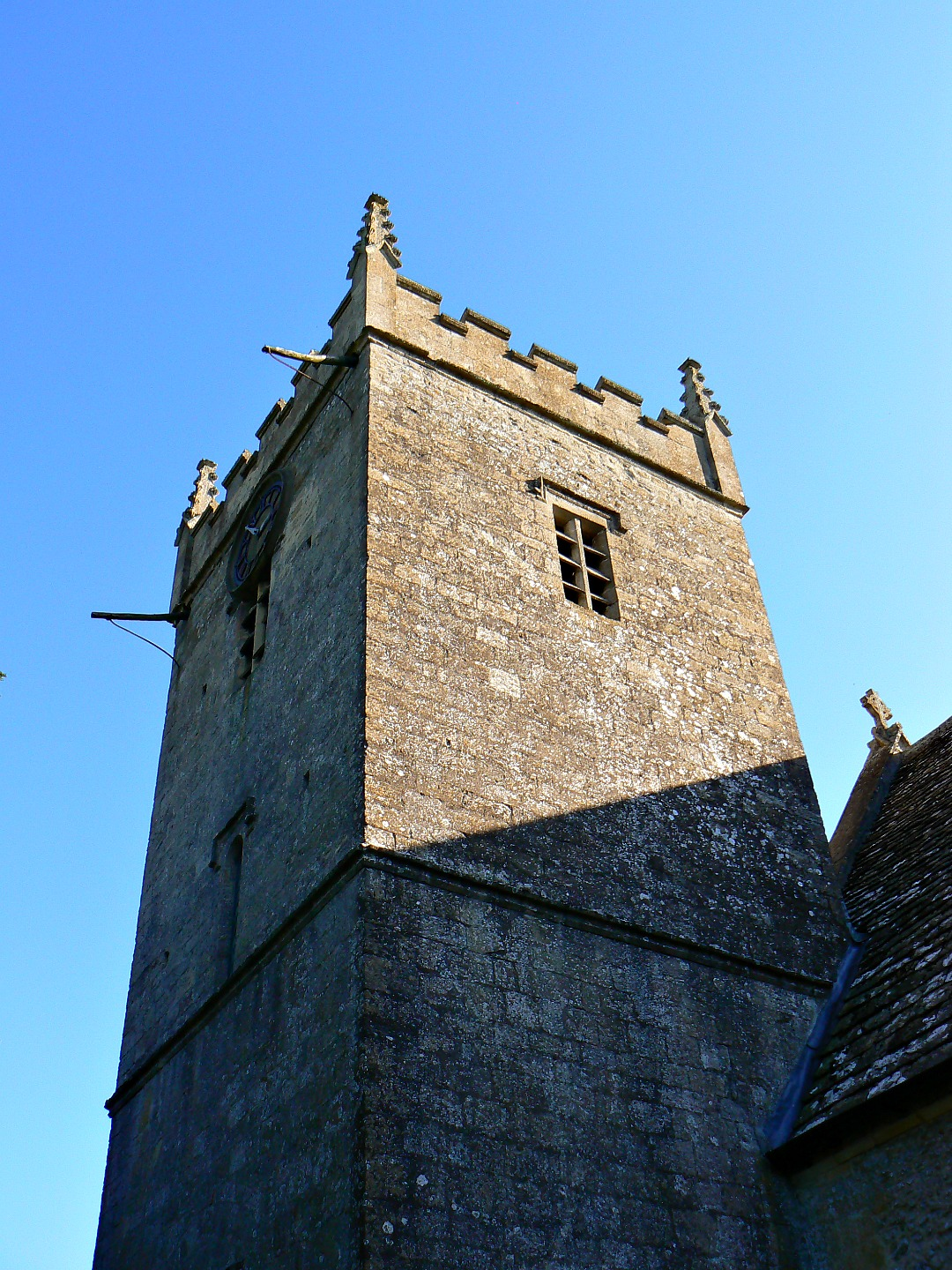
Torre della chiesa

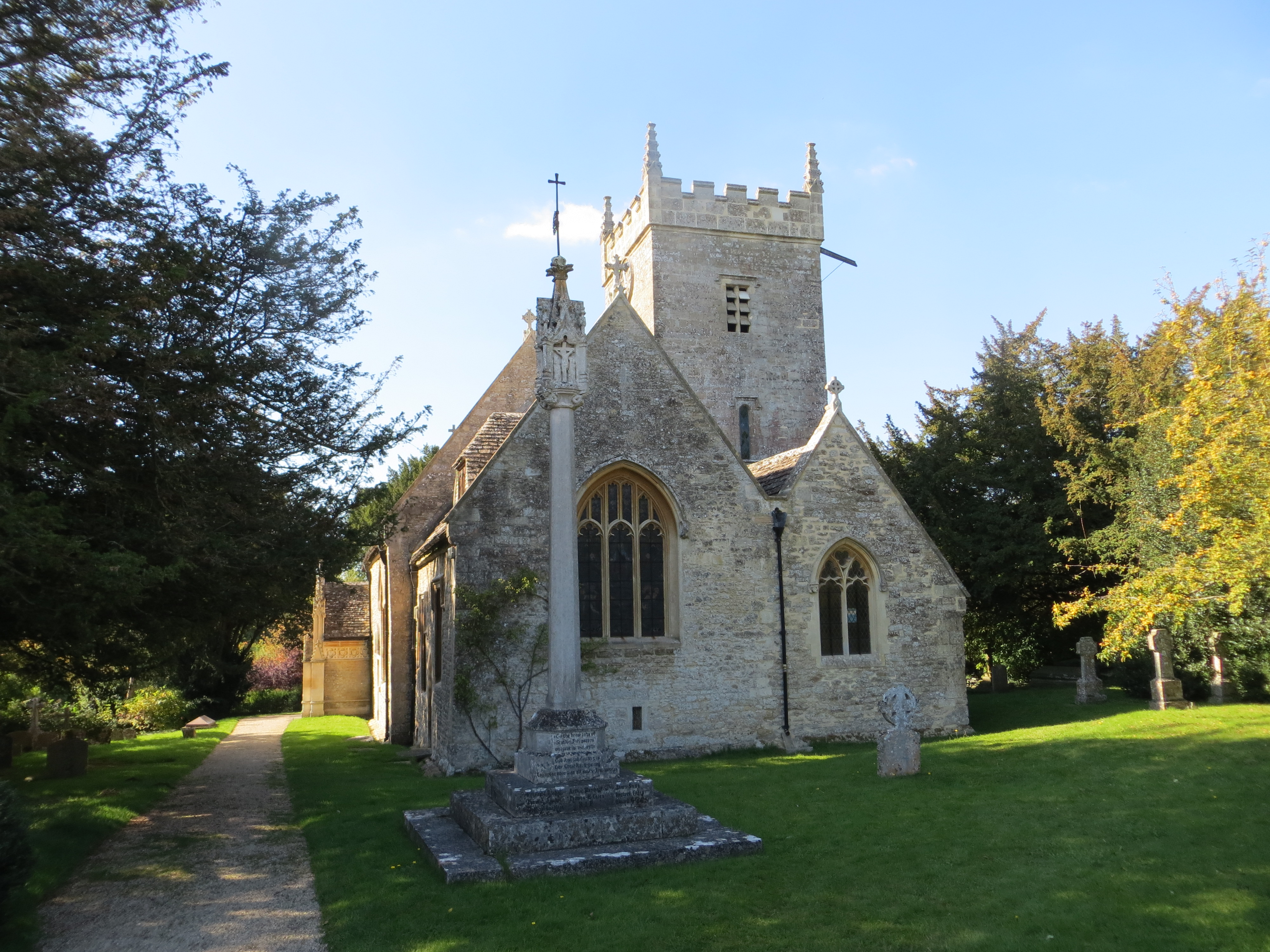
Visione d'insieme della chiesa e del suo cimitero col monumento ai Caduti

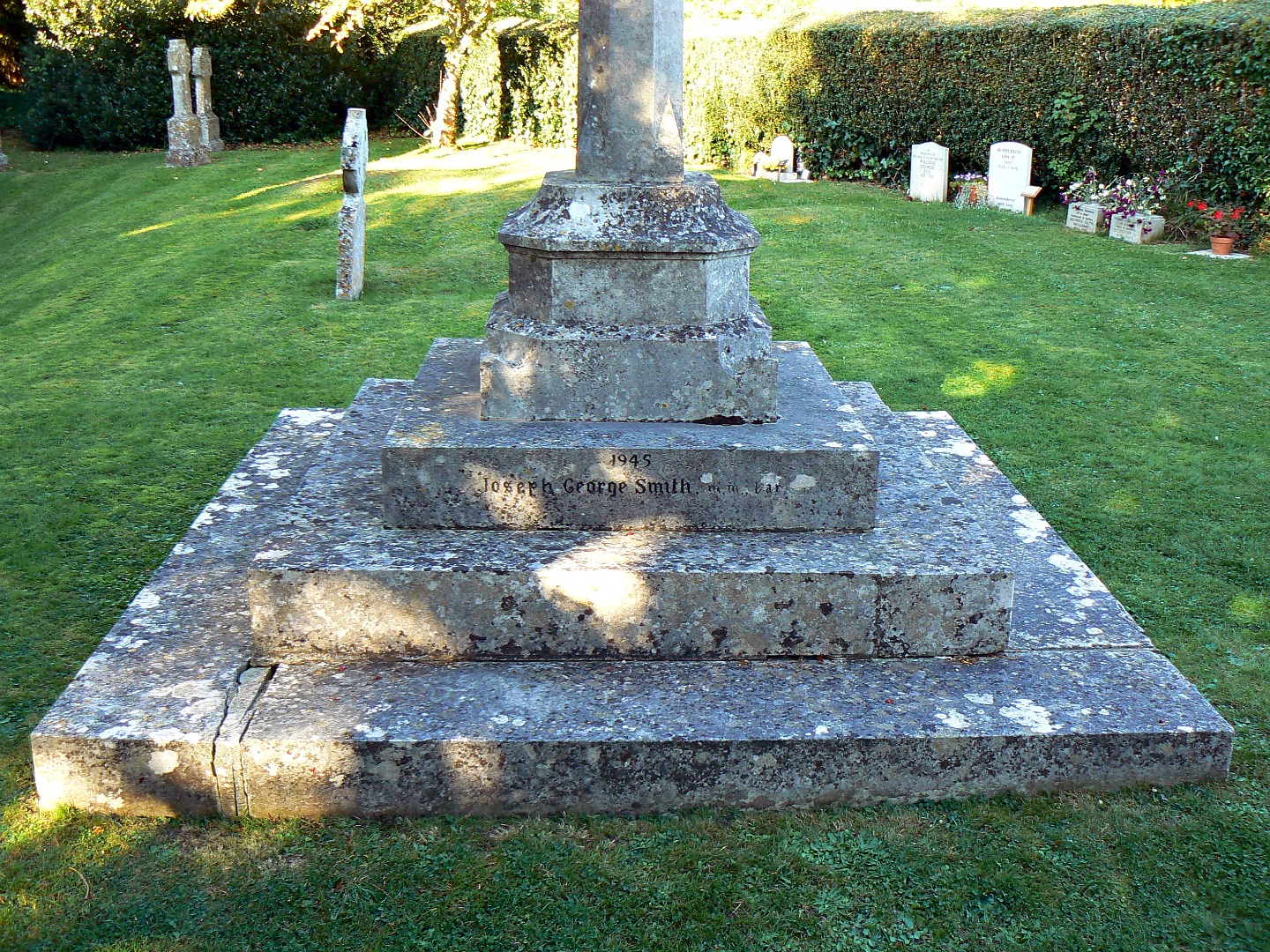
Base del monumento ai Caduti che si trova nel cimitero accanto alla chiesa

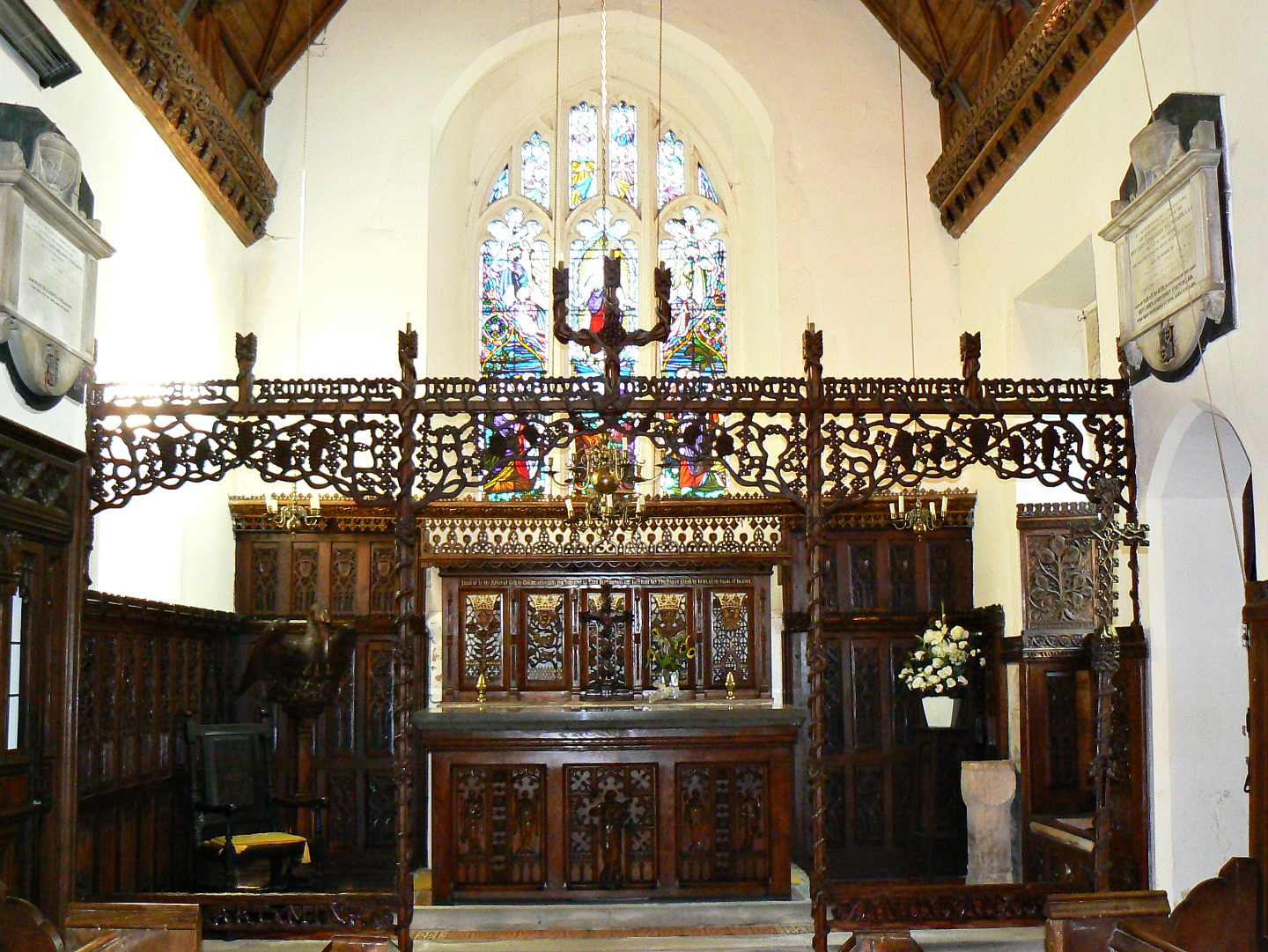
Presbiterio della chiesa

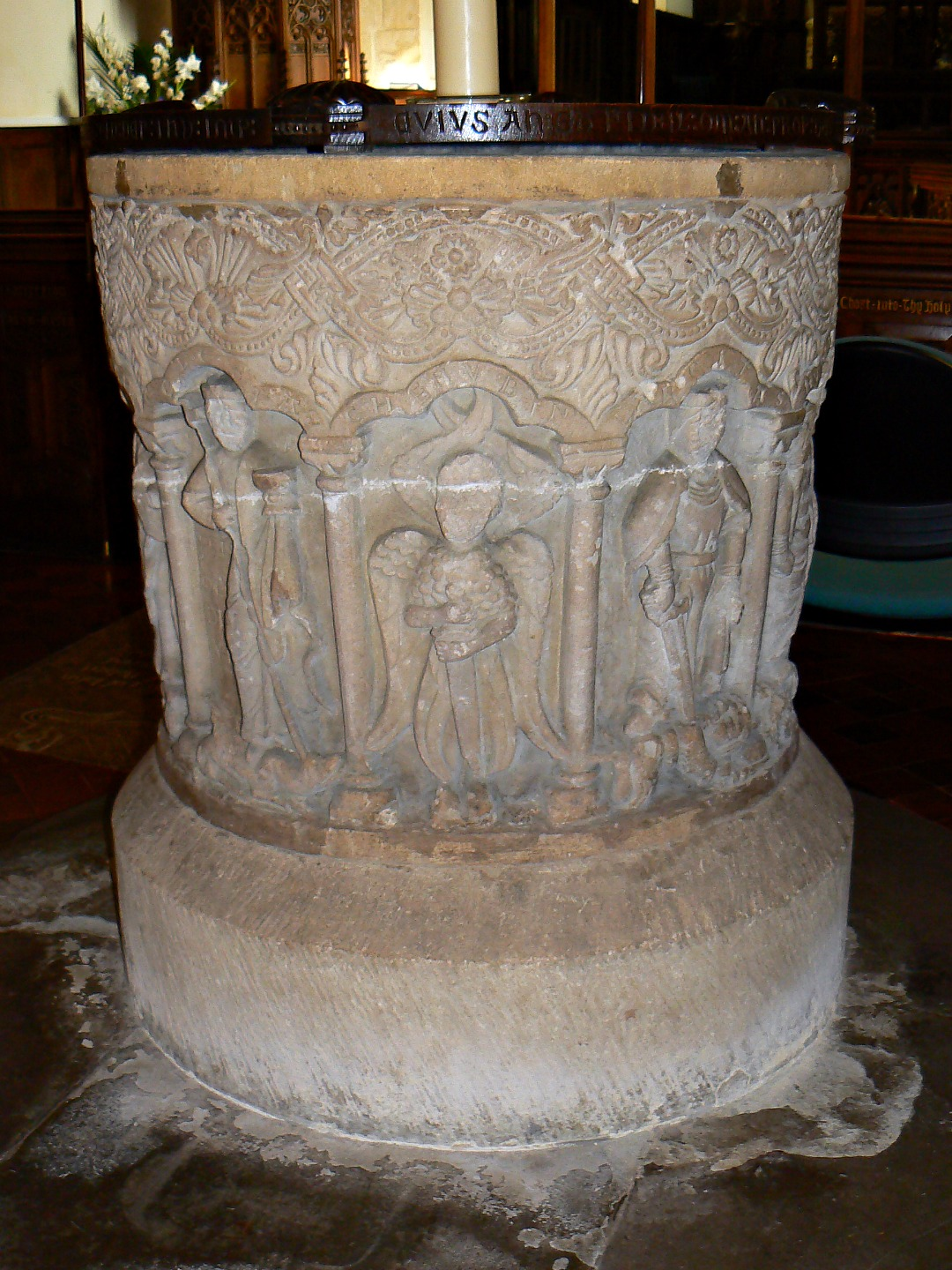
Fonte battesimale

Storicamente i primi cristiani in questa zona furono probabilmente cittadini romani e un primitivo tempio nella villa romana locale potrebbe essere stato convertito all'uso cristiano. In seguito vi furono ondate di invasori vichinghi che si convertirono alla fede cristiana. Subito dopo il 1066 i normanni conquistatori modificarono l'edificio della chiesa preesistente. Il Domesday Book registra che nel 1086 il territorio era tenuta da Grimbald Goldsmith per incarico del re. la chiesa appartenne al signore locale, Fulk III FitzWarin, al quale si ispira la leggenda di Robin Hood. Questi fu messo fuorilegge dal re Giovanni d'Inghilterra e quando poi le sue proprietà furono ripristinate, l'edificio della chiesa fu restaurato e riconsacrato a San Leonardo, patrono delle foreste e dei prigionieri. Un terribile incendio nel 1200 ne lasciò solo le mura e l'arco normanno, l'edificio venne restaurato e il presbiterio, dove si trovano gli stalli del coro e l'organo, venne costruito per sostituire l'abside. Per tutto il Medioevo la parte principale dell'edificio venne utilizzata quotidianamente dalla comunità per qualsiasi scopo. Il fonte battesimale venne chiuso a chiave per impedire il furto dell'acqua santa usata in stregoneria. La torre venne aggiunta nel 1631. Durante le guerre napoleoniche con la Francia la tenuta e la chiesa furono ereditate dal reverendo John Ashforby-Trenchard, un uomo molto ricco che versò al rettore della luogo di culto una somma considerevole per diventare il suo curato fino a quando non divenne rettore a sua volta nel 1822. Nel 1812 fu innalzato il tetto e la sala venne ampliata per ospitare banchi alti per la nobiltà. Furono inoltre approntati un nuovo tetto e un nuovo soffitto, oltre a molte riparazioni e rinnovi degli interni. Nell'era vittoriana l'edificio fu restaurato più volte. L'organo fu ricostruito due volte. Le porte furono rifatte e furono aggiunte nuove finestre. Le notevoli sculture in legno furono commissionate o eseguite da Canon Masters che divenne rettore nel 1885. Il paravento del presbiterio e la tavola dell'altare furono progettati da R.H.Carpenter. Un contemporaneo, C.E.Kempe, creò le vetrate nella finestra normanna originale in alto nel muro nord della navata e nella finestra originale, perpendicolare, a sud del presbiterio. Negli anni novanta del XIX secolo l'edificio fu ampliato verso ovest con la grande finestra rivolta verso il lago, la porta sud originale fu bloccata e l'interno nuovamente riordinato con l'aggiunta della sagrestia. La croce nel cimitero della comunità accanto alla chiesa fu eretta nel 1916 e in seguito fu dedicata ai caduti del villaggio nelle due guerre mondiali.

## Descrizione
La chiesa di San Leonardo a Stanton Fitzwarren dal 26 gennaio 1955 viene giudicata un edificio di particolare interesse storico e architettonico in Inghilterra o Galles, è considerata un monumento classificato di prima categoria.

### Esterni
La chiesa di San Leonardo si trova nella parte meridionale dell'abitato di Stanton Fitzwarren nel Sud Ovest dell'Inghilterra, Regno Unito. La chiesa è in stile gotico inglese. L'edificio si trova sul sito di un semplice edificio rettangolare anglosassone e si presenta con struttura solida e con una torre merlata oggetto di ricostruzione nel XVII secolo. Le mura sono spesse dopo le modifiche apportate dai normanni. Situato nel cimitero della chiesa c'è il War Memorial del villaggio. La croce fu eretta nel 1916 e i nomi dei caduti del villaggio nella Grande Guerra furono aggiunti in seguito. La croce è un monumento classificato di seconda categoria.

### Interni
L'interno è di grandi dimensioni, con un importante presbiterio in legno riccamente decorato. Nella sala è di particolare interesse storico e artistico il fonte battesimale di origine normanna. Questo fonte battesimale nel periodo medievale venne chiuso a chiave per impedire il furto dell'acqua santa usata in stregoneria. Nella sala è presente anche un organo a canne.